# Pseudochazara beroe
Pseudochazara beroe är en fjärilsart som beskrevs av Herrich-Schäffer 1843. Pseudochazara beroe ingår i släktet Pseudochazara och familjen praktfjärilar. Inga underarter finns listade i Catalogue of Life.